# MinGW
MinGW (Minimalist GNU for Windows) – port GCC, dostarczający darmowe i otwarte środowisko oraz narzędzia pozwalające na kompilację natywnych plików wykonywalnych dla platformy Windows.
Podstawowymi składnikami MinGW są kompilatory GCC, zestaw programów binutils (zawierający m.in. kompilator zasobów windowsowych windres) oraz zestaw plików nagłówkowych i bibliotek charakterystycznych dla platformy Windows. MinGW pozwala na kompilację kodu źródłowego napisanego w językach programowania C++, C, Fortran77, Java, Ada oraz Objective C do kodu wykonywalnego (EXE) lub, zależnie od potrzeb, plików obiektowych, bibliotek statycznych lub bibliotek dynamicznych (DLL).
Przy użyciu MinGW można kompilować większość programów przeznaczonych dla systemu Windows i wykorzystujących różne zaawansowane biblioteki, zarówno komercyjne, jak i typu Open Source, np. w32API, Qt, DirectX, OpenGL, SDL czy wxWidgets.
Programy skompilowane z użyciem MinGW do komunikacji z systemem operacyjnym wykorzystują bezpośrednio standardowe biblioteki dynamiczne systemu Windows i nie używają emulacji standardu POSIX. Ponadto MinGW korzysta z bibliotek Microsoft Visual C++ Runtime, a nie GNU C Library. Są to podstawowe cechy odróżniające MinGW od Cygwina.
MinGW może być też używany do kompilowania i przenoszenia do systemu Windows bibliotek napisanych dla innych systemów operacyjnych, np. Linuksa, w tym bibliotek z projektu GNU.
Ponieważ MinGW nie jest zgodny ze standardem POSIX, może nie kompilować programów pisanych dla tej platformy. Kompilacja programów lub bibliotek przy pomocy skryptu configure i/lub programu make wymaga doinstalowania pakietu MSYS (Minimal SYStem). Pakietu tego można też używać niezależnie od MinGW jako alternatywy dla standardowej konsoli systemu Windows (cmd) lub jako namiastki konsoli linuksowej. W szczególności MSYS udostępnia powłokę bash.
Ze względu na powyższe cechy, MinGW jest powszechnie wykorzystywany w zintegrowanych środowiskach programistycznych dla platformy Windows.